# Baruch Berliner

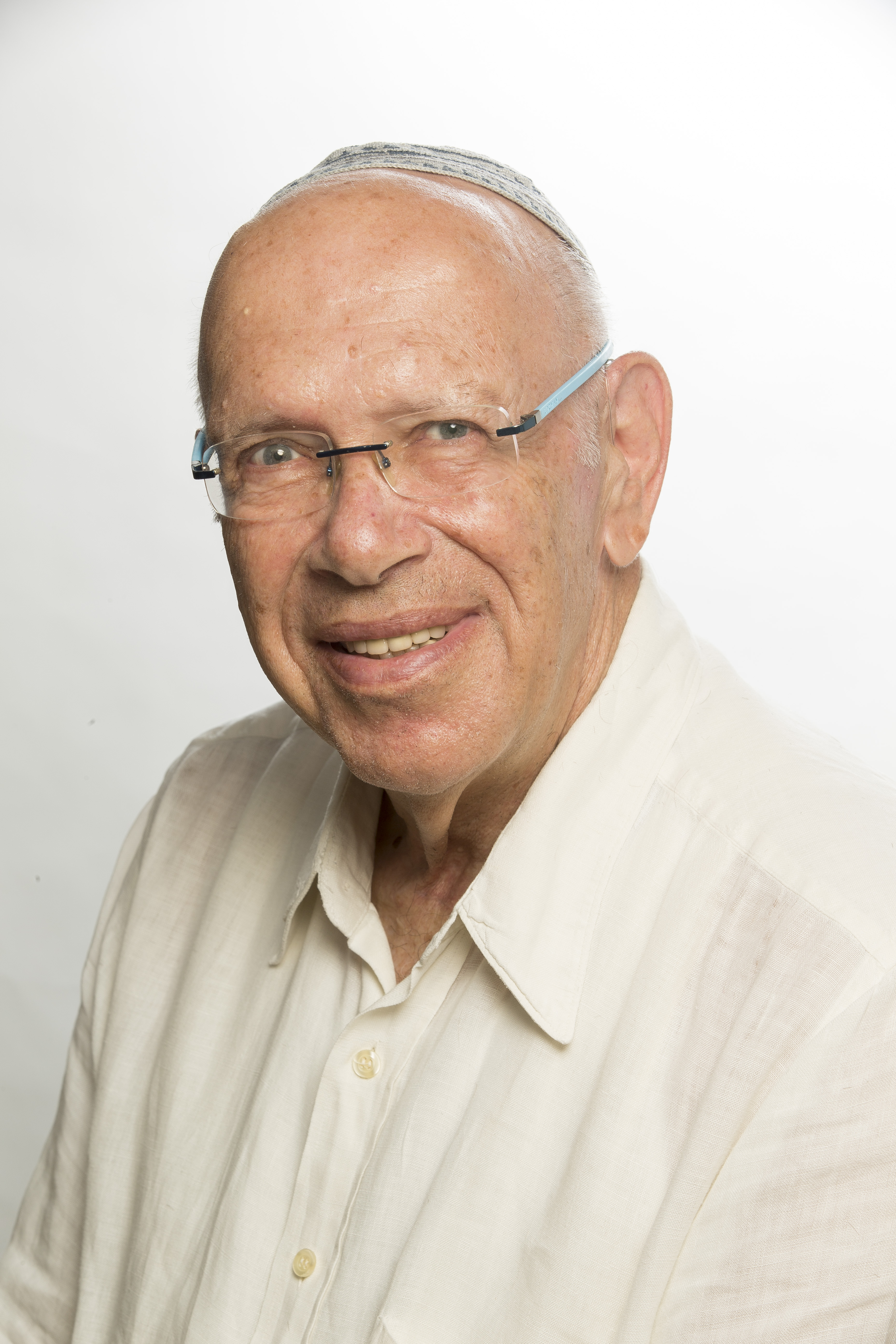
Baruch Berliner

Baruch Berliner (geb. 1942 in Tel Aviv) ist ein israelischer Komponist, Ökonom und Lyriker, Autor von Gedichten, Büchern und Artikeln.

## Leben
Berliner wurde in Tel Aviv geboren. Er promovierte in Mathematik an der Universität Zürich, wo er auch als Aktuar für eine Schweizer Versicherungsfirma tätig war. Im Jahr 1990 kehrte er mit seiner Familie nach Israel zurück. Von 1990 bis zu seiner Pensionierung im Jahr 2007 war er Senior-Forscher an der Fakultät für Managementwissenschaft der Universität Tel Aviv und Vorsitzender des Erhard-Instituts für Versicherungswesen.
Während seiner Arbeit und Forschung wurde er eingeladen, an Universitäten und Aktuar-Konferenzen Vorträge zu halten.
Berliner hat zwei Bücher und rund 100 Artikel über Aktuar, Finanzen und Wirtschaft veröffentlicht.
Berliner schreibt außerdem Gedichte auf Hebräisch, Deutsch und Englisch. Neben den literarischen Werken komponierte er Die Erschaffung der Welt und Abraham, poetische Symphonien für Orchester, Erzähler und einen Männerchor sowie südamerikanische Tänze im Rhythmus des Walzers.
Im Jahr 2016 fand in Kiew ein Gedenkkonzert für das Massaker in Babyn Jar 75 Jahre zuvor statt. Bei diesem Konzert unter der Leitung von Alex Ansky führte das Symphonie-Orchester der Ukraine Berliners Werke auf. Dort wurden unter anderen die Stücke Abraham und Kain und Abel aufgeführt. Des Weiteren wurden verschiedene seiner Werke beim Huberman Festival in Polen sowie in Bulgarien, Moldawien und Russland aufgeführt.
Im Jahr 2017 wurde ebenfalls ein Gedichtband in deutscher Sprache veröffentlicht.

## Publikationen
- Limits of insurability of risks, Prentice Hall College Div, 1982. Deutsch: Die Grenzen der Versicherbarkeit von Risiken, 1982
- Umgestülpter Humor: Lyrik, Frieling Verlag, Berlin 2020, ISBN 978-3-8280-3537-9